# M6 Heavy Tank
M6 Heavy Tank – czołg ciężki konstrukcji amerykańskiej z okresu II wojny światowej.  

## Historia
Prace projektowe nad nowym czołgiem ciężkim, wstępnie oznaczonym jako T1, rozpoczęto już w 1939. Początkowo planowano uzbroić go w dwie armaty – 75-mm umieszczoną w kadłubie i 37-mm umieszczoną w wieży. W 1940 zdecydowano, że głównym uzbrojeniem czołgu będzie długolufowa armata 76-mm umieszczona w wieży wraz z działem kalibru 37 mm. W lutym 1941 zbudowano cztery prototypy – każdy z nich miał inną konstrukcję kadłuba i inny układ napędowy.

## Służba
Wybudowano 40 egzemplarzy czołgu. Posłużyły one jednak tylko do prób i nie wzięły udziału w wojnie. Doświadczenie zdobyte przy ich projektowaniu i budowie zostało wykorzystane przy projektowaniu następnego amerykańskiego czołgu ciężkiego M26 Pershing.